# Limbach (Westerwald)
Pour les articles homonymes, voir Limbach.
Limbach est une municipalité de la Verbandsgemeinde de Hachenburg, dans l'arrondissement de Westerwald, en Rhénanie-Palatinat, dans l'ouest de l'Allemagne.